# Linna Johansson
Linna Johansson, född 1978, är en svensk författare, feministisk debattör och före detta ledarskribent i Expressen. Hon grundade år 1998 tidskriften bleck, som kom ut med 15 nummer under perioden 1998–2003. Det sysslade till en början nästan uteslutande med mediekritik och var ett fanzine som Linna Johansson på egen bekostnad tryckte och distribuerade. Hon har sedan dess varit verksam som skribent i ett flertal tidningar, bland annat som kolumnist och kulturskribent i Expressen.
Johansson medverkade också i den feministiska antologin Fittstim (Bokförlaget DN, 1999) med texten "Vi fick veta saker om sex - om sexualitet".
2015 debuterade Johansson som författare med romanen Lollo, som 2015 blev nominerad till Katapultpriset och 2016 till Borås Tidnings Debutantpris.